# Algemene begraafplaats Vlieland

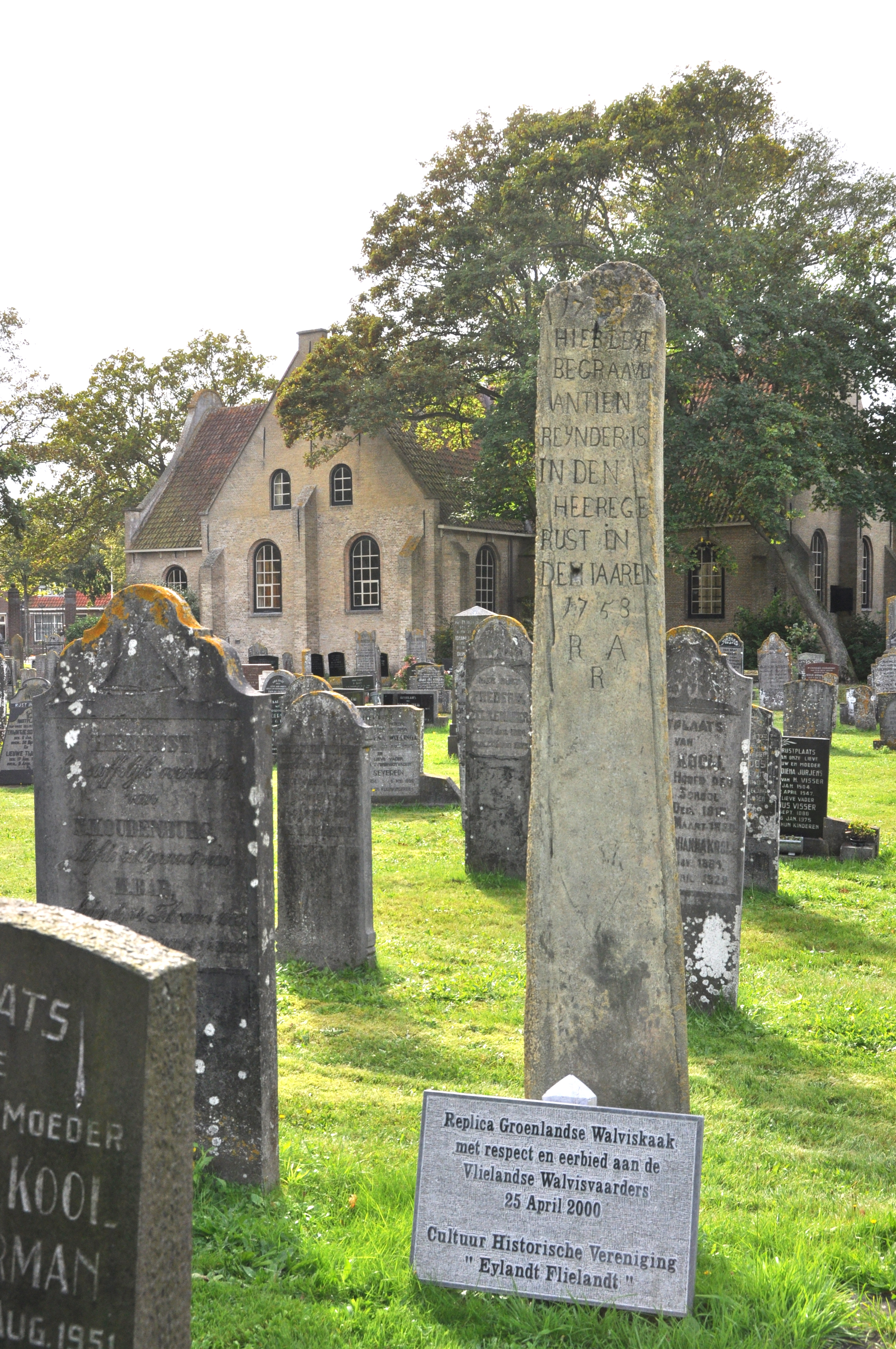
De begraafplaats

De algemene begraafplaats Vlieland is een gemeentelijke begraafplaats aan de Middenweg in de Nederlandse plaats Oost-Vlieland.
De begraafplaats ligt bij de Nicolaaskerk. Enkele zerken en grafstenen hebben de status van rijksmonument.
Er zijn grafstenen die zijn gemaakt van de kaak van een walvis.

## Oorlogsgraven en monument
Vlak bij het kerkgebouw ligt het graf van kapitein Lancelot Skynner en twee mede-officieren.
Zij kwamen om tijdens de Tweede Coalitieoorlog, toen hun schip, de Lutine, op 9 oktober 1799 verging.
Dit is waarschijnlijk het oudste geïdentificeerde oorlogsgraf in Nederland.
Op 13 November 1909, verging door een zware storm uit het noordwesten, het Duitse vrachtschip de SS Wilma. Het schip was onderweg van Antwerpen met een lading ijzer naar Middelford in Denemarken. Drie bemanningsleden zijn begraven op het kerkhof in Vlieland
Op de begraafplaats liggen 48 doden uit de Tweede Wereldoorlog begraven, afkomstig uit landen van het Gemenebest.
Daaronder drie matrozen (waarvan één onbekend), twee soldaten, 31 vliegeniers (waarvan acht onbekend) en drie zeelieden van de Merchant Navy (waarvan één onbekend) uit het Verenigd Koninkrijk; verder zes Canadese vliegeniers (waarvan één onbekend) en drie uit Australië.
Er is één bijzonder gedenkteken met de tekst "Believed to be."
De meeste van deze graven liggen bij elkaar op één perceel. Het beheer en onderhoud wordt verzorgd door de Commonwealth War Graves Commission in samenwerking met de Oorlogsgraven Stichting.
Op de begraafplaats staat een herdenkingskruis (Cross of Sacrifice) naar ontwerp van Sir Reginald Blomfield.
Het is uitgevoerd in natuursteen, en er is een bronzen zwaard op aangebracht.
Op 4 mei 1987 is een monument onthuld voor slachtoffers van de Tweede Wereldoorlog.
Het bevindt zich naast het Britse ereveld.
Het is een gedenksteen van witte natuursteen met de tekst

## Fotogalerij

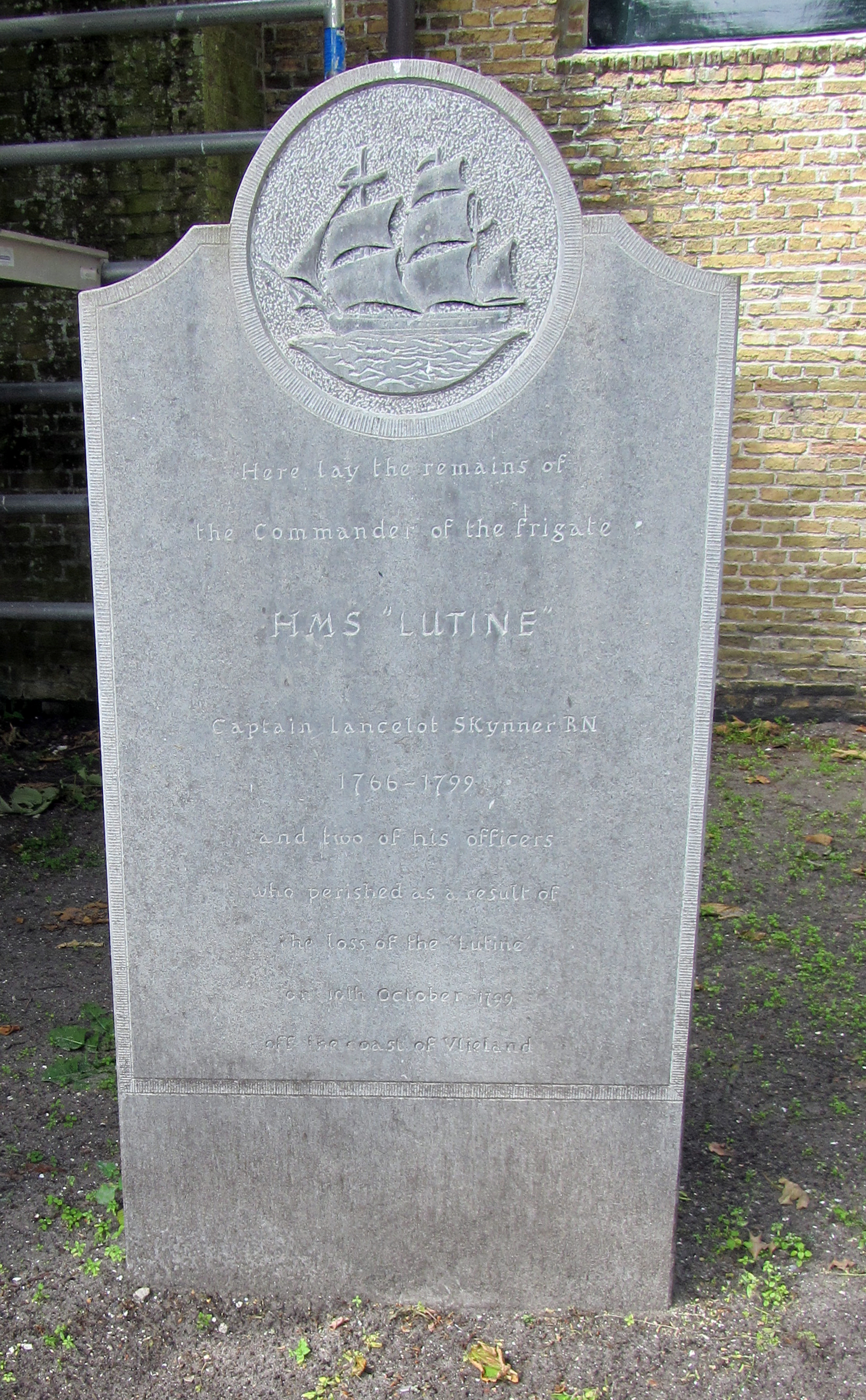
Graf van Lancelot Skynner, kapitein van het fregat HMS LUTINE
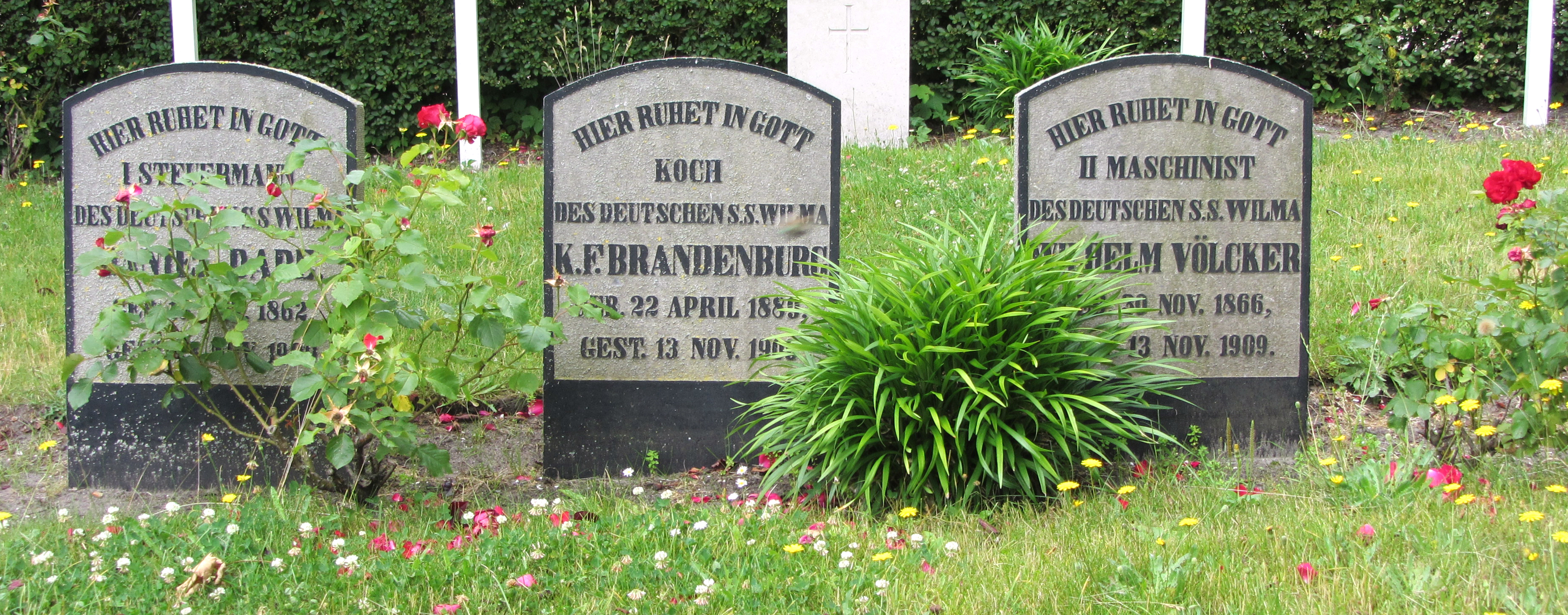
Graven van bemanning van de Duitse s.s. WILMA
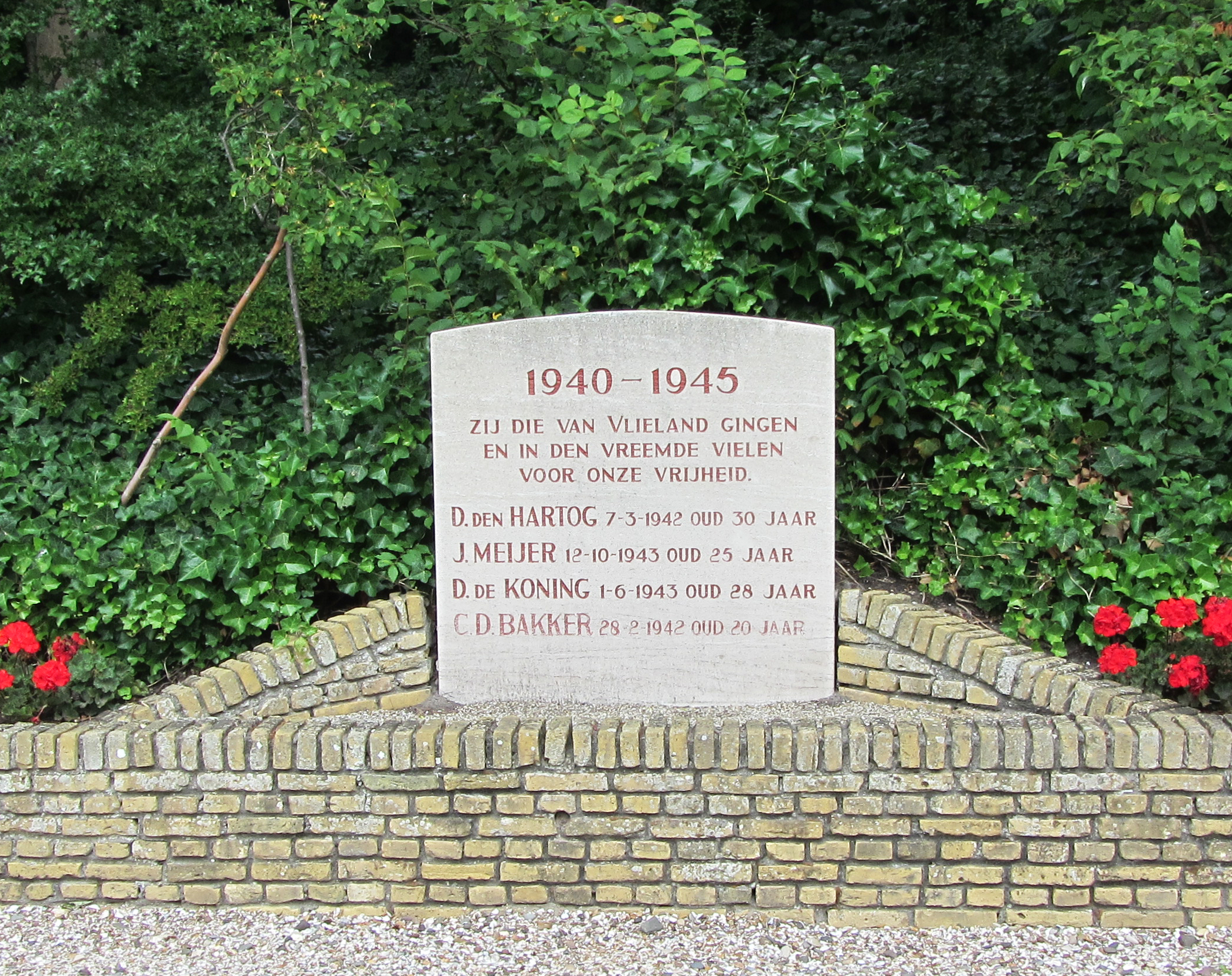
Oorlogsmonument, Burgerslachtoffers, Militairen in dienst van het Ned. Kon. 1940-1945
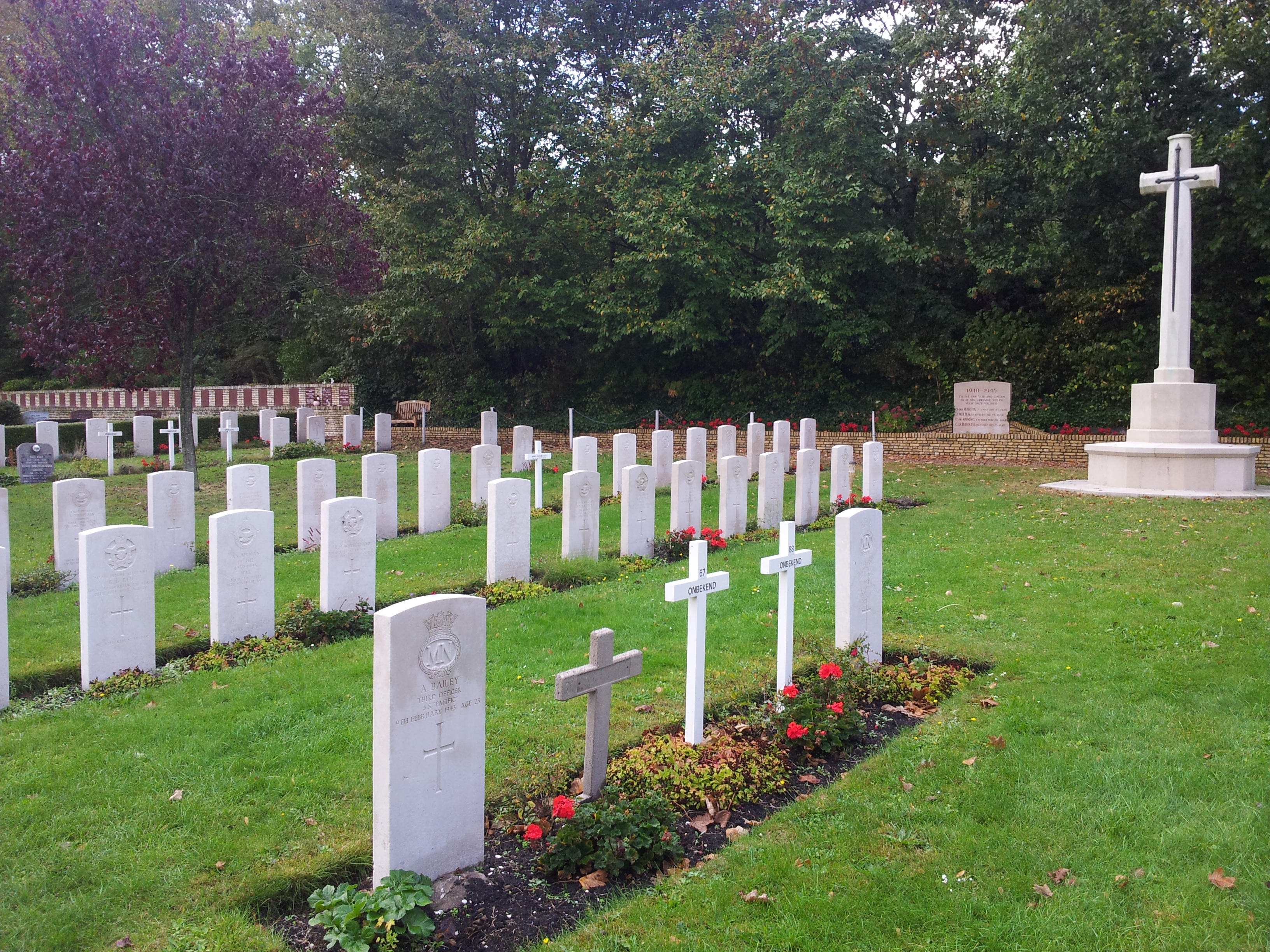
Erehof, oorlogsgraven Kerkhof Vlieland